# Jemielna Oleśnicka
Jemielna Oleśnicka – przystanek kolejowy w Osadzie Leśnej, w województwie dolnośląskim, w gminie wiejskiej Oleśnica. Znajduje się na linii 181. Herby Nowe – Oleśnica.